# ملكة الدم (فلم 1966)
ملكة الدم (بالإنجليزية: Queen of Blood) فيلم أمريكي من نوع الخيال العلمي عرض في السينما عام 1966 من إنتاج جورج ادواردز وإخراج كورتيس هارينجتون، وبطولة باسل راثبون وجون ساكسون وجودي ميريديث.

## روابط خارجية
- مقالات تستعمل روابط فنية بلا صلة مع ويكي بيانات